# Melanthium virginicum
Melanthium virginicum är en nysrotsväxtart som beskrevs av Carl von Linné. Melanthium virginicum ingår i släktet Melanthium och familjen nysrotsväxter. Inga underarter finns listade.
Artens utbredningsområde anges som centrala och östra USA.

## Bilder

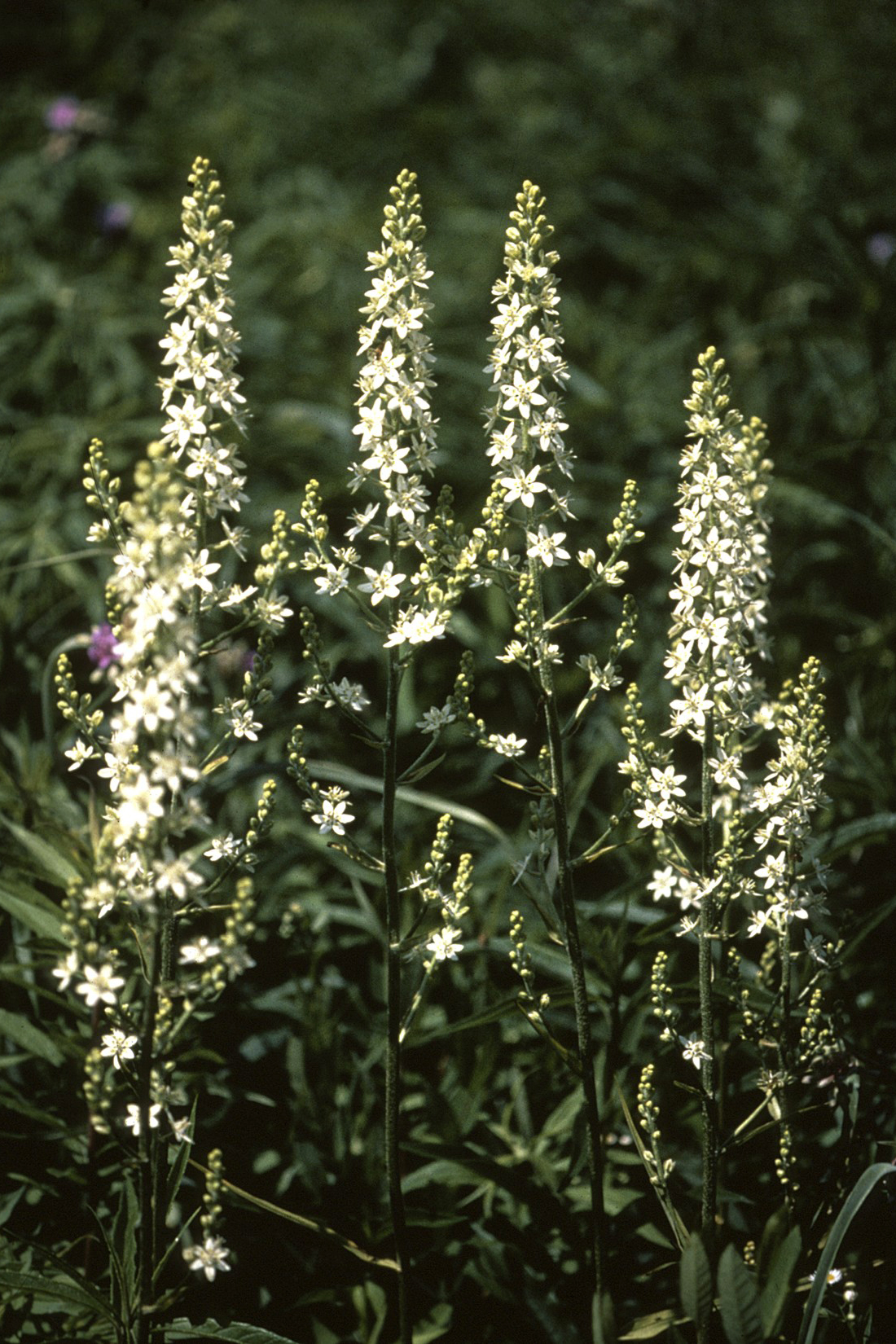
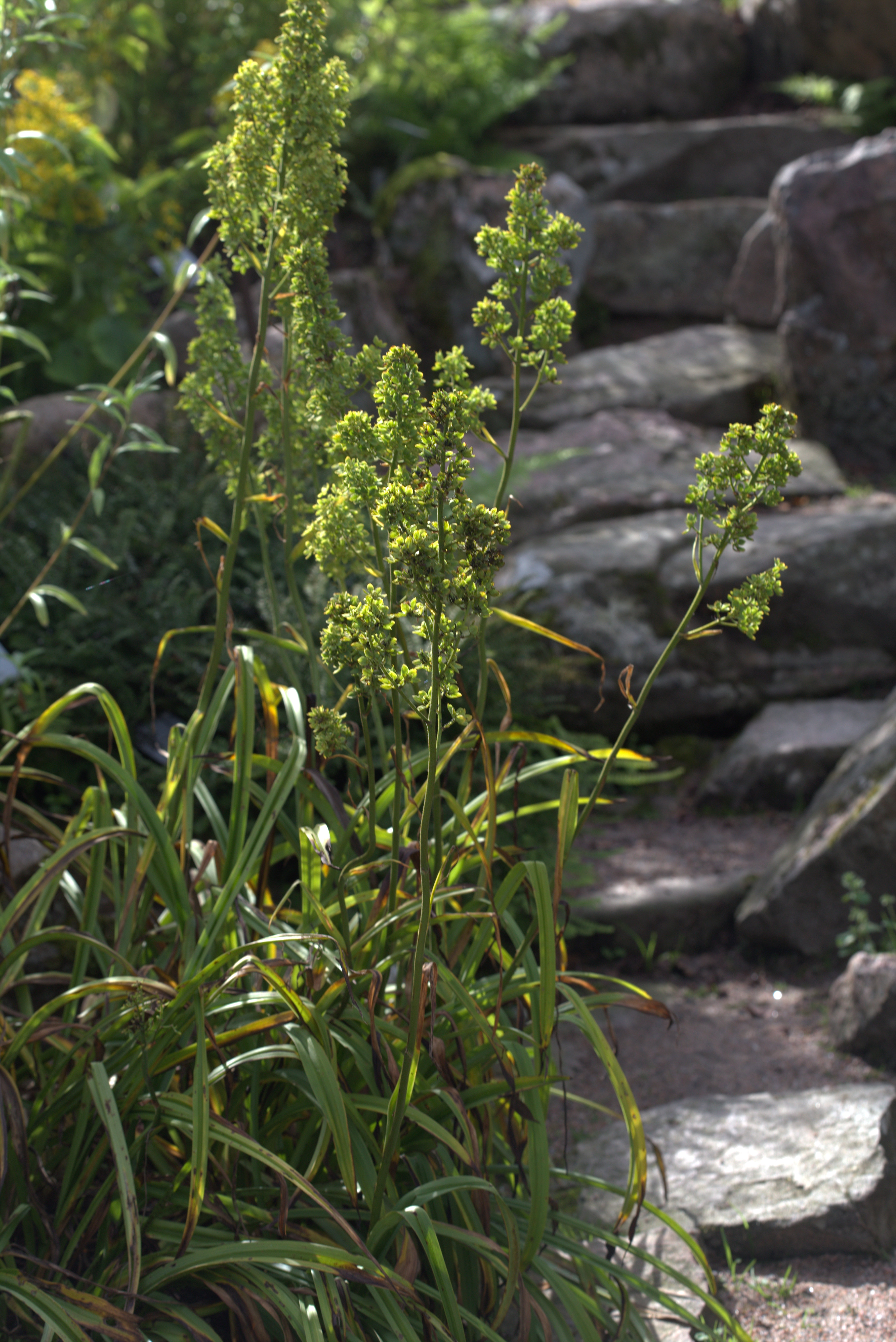